# کازان‌لی (سولواووا)
کازان‌لی (به ترکی استانبولی: Kazanlı) یک منطقهٔ مسکونی در ترکیه است که در سولواووا واقع شده‌است.